# فرودگاه مظفرآباد
فرودگاه مظفرآباد (به انگلیسی: Muzaffarabad Airport) یک فرودگاه همگانی با کد یاتا MFG است که یک باند فرود آسفالت دارد و طول باند آن ۹۰۲ متر است. این فرودگاه در شهر مظفرآباد کشور پاکستان قرار دارد و در ارتفاع ۸۲۰ متری از سطح دریا واقع شده‌است.